# メアリー・モースタン
メアリー・モースタン（Mary Morstan）は、アーサー・コナン・ドイル作の小説シャーロック・ホームズシリーズの登場人物。『四つの署名』事件の依頼者。後にジョン・H・ワトスン夫人となる。

## 人物
小柄なブロンドでなよやかな身体つき。大きな青い瞳。
インドで幼少期を過ごしたが後に帰国、母親とはすでに死別しており本国にも身寄りが無い事などから、エディンバラの寄宿学校にて17歳まで過ごす。後にフォレスタ家の家庭教師となる。
雇い主であるフォレスタ夫人の手厚い扱いや、ワトスンの「悲嘆にくれた人々がまるで鳥が灯台へ集まるように妻の所へやって来る」という発言（『唇のねじれた男』）から、周囲には慕われているとみられる。また『四つの署名』の終盤、ホームズをして「あの人になら仕事を手伝ってもらっても良い」と言わしめるほど、そうした方面の才能に恵まれているようだ。また、ホームズは結婚後のワトスンに協力を求める際は、メアリーを気遣う発言を多々している。もっとも、メアリーもワトスンとホームズの関係を良く理解しているので、ホームズがワトスンを助手として連れて行く事には特に文句はないようである。
父親はアンダマン島囚人警備隊将校アーサー・モースタン大尉で、1878年12月3日に休暇を取って帰国した際にロンドンにて謎の失踪を遂げた。この4年後から毎年同じ日に大粒の真珠が送り主不明で届くようになり、更にその6年後の1888年、「未知の友」を名乗る人物から面会申込があったことから、ホームズの元に相談に訪れることとなった（『四つの署名』）。
友人に、学生時代から親しいケート・ホイットニーがいる。
詳細は明かされていないが、『空き家の冒険』でワトスンは「悲しい別れ」があったと語っており、『最後の事件』から『空き家の冒険』までの間にワトスンとは死別したと考えられている。

## 登場作品
基本的に「四つの署名」以外の作品では「妻」と触れられており、メアリーの名前は出ていない。
四つの署名
メアリーが初登場した作品。ワトスンが彼女にプロポーズするのは終盤であるが、事件後に結婚したのではないかと推察出来るような記述が物語の序盤から散見される。（とんちんかんな台詞を未だに冷やかされる、態度が冷淡だったと後から責められた、等）
唇のねじれた男（シャーロック・ホームズの冒険）
ある晩、メアリーの友人ケート・ホイットニーが助けを求めて駆けつけて来る。なお、この作品ではメアリーはワトスンを「ジェームズ」と呼んでいる（ワトスンのフルネームは「ジョン・H・ワトスン」である）。
ボスコム渓谷の惨劇（シャーロック・ホームズの冒険）
冒頭にワトスン夫妻が朝食中に会話をするシーンがある。また、「ワトソンに来て欲しい」というホームズの要請を患者が多いために躊躇していたワトスンに患者を隣の医者に任せてホームズの元へ行く事を勧めている。
以下は、直接登場しないが存在が語られる作品。
ボヘミアの醜聞（シャーロック・ホームズの冒険）
ワトスン家の女中があまりに不器用な人物だったため、メアリーが辞めさせたとワトスンが語る場面がある。
オレンジの種五つ（シャーロック・ホームズの冒険）
メアリーが実家の母親を訪ねているため、ワトスンがベイカー街に戻っている。
技師の親指（シャーロック・ホームズの冒険）
ワトスンがメアリーにベイカー街へ行く事を伝える場面がある。
株式仲買店員（シャーロック・ホームズの思い出）
ワトスンがホームズに同行する事をメアリーに伝える場面がある。また、ホームズがメアリーが『四つの署名』事件で受けた興奮が落ち着いたかを気にする場面がある。
背中の曲がった男（シャーロック・ホームズの思い出）
冒頭でメアリーがワトスンよりも先に就寝している。
海軍条約文書事件（シャーロック・ホームズの思い出）
ホームズの協力を仰ごうとするワトスンにメアリーが同意している場面がある。
最後の事件（シャーロック・ホームズの思い出）
メアリーが旅行中である事をワトスンが語っている。また、ホームズの最後の手紙にはメアリーについても触れている。
指名手配の男（外典）
冒頭にケート・ホイットニーについての記述があり、これに従えば1895年の段階ではワトスンの妻はメアリーだったことになるが、現在では同作はドイルでなくアーサー・ホイティカーの作とされている。

## テレビドラマ版について
イギリスのグラナダTV制作の『シャーロック・ホームズの冒険』では、ワトスンとメアリーは結婚しない。ラストでメアリーはベーカー街から去り、それを見送りながら「魅力的な女性だったなぁ」と呟くワトスンに対してホームズが「そうかい?僕は気付かなかったね」と返すというシーンで終わっている。
舞台を現代に移したBBCの『SHERLOCK』ではシーズン3の第1話で初登場。原作ではホームズが死んだと思われていた時期にワトスンと死別したとされるのと反対に、シャーロックが姿を消していた間にジョンと知り合う。彼女の存在は帰還したシャーロックを戸惑わせたがやがて和解し、シャーロックもふたりの結婚式ではやや不器用ながら祝辞を述べている。夫となったジョンにも言えない秘密を抱えており、それを知る恐喝王マグヌッセン（原作のミルバートンにあたる人物）と対決し、その過程でシャーロックを負傷させてしまうが、結果的にはジョンにも秘密を受け入れられる。本作においては「メアリー・モースタン」は通称で、本名は彼女を含む4人から成るスパイチーム「A.G.R.A.」の「R」にあたるロザムンド・メアリー・モースタンとされている。(後に、シーズン4で出産した娘の名前を自身の本名のファーストネームでもあるロザムンドに名付けた。)